# Jardín Botánico del Instituto de Biología (UNAM)
El Jardín Botánico del Instituto de Biología (UNAM) es un jardín botánico que se encuentra en la Ciudad de México, depende administativamente del Instituto de Biología de la Universidad Nacional Autónoma de México (UNAM).
Este jardín botánico es miembro de la Asociación Mexicana de Jardines Botánicos, A.C. y del BGCI, presentando trabajos «International Agenda for Botanic Gardens in Conservation». El código de identificación internacional del Jardín Botánico Medicinal como miembro del Botanic Gardens Conservation Internacional (BGCI), así como las siglas de su herbario es MEXU.

## Historia
El Jardín Botánico del Instituto de Biología de la UNAM fue fundado en 1959 por los botánicos Faustino Miranda y Manuel Ruíz Oronóz, con el apoyo de Efrén del Pozo, fisiólogo médico, quien entonces fungía como Secretario General de la UNAM.

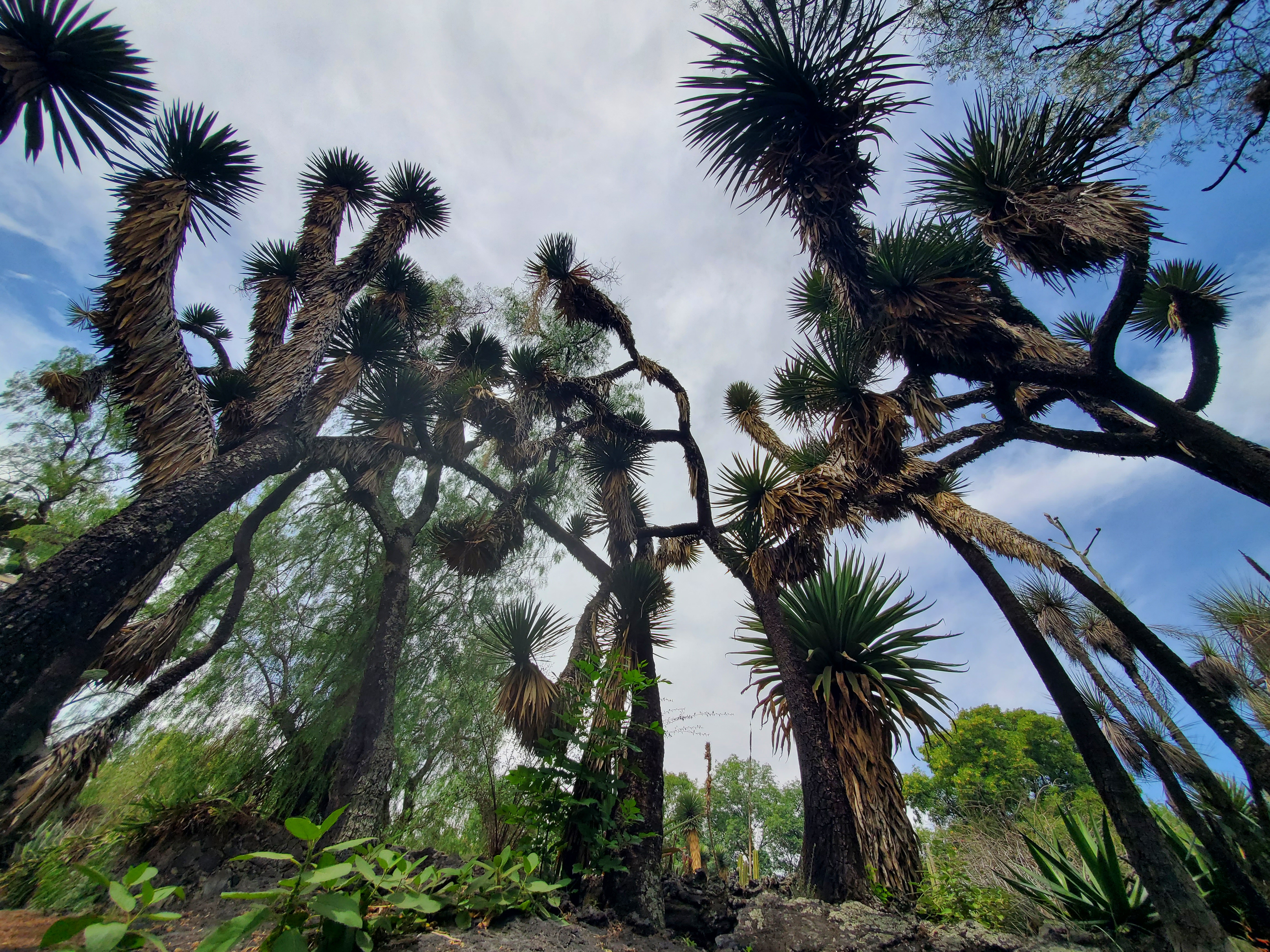
Jardín Botánico UNAM

Algunos años después de su inauguración, el jardín fue integrado al Instituto de Biología. Las primeras etapas de crecimiento estuvieron íntimamente ligadas al desarrollo de la botánica moderna en México. El Dr. Miranda, botánico y ecólogo tropical de origen español, formó un equipo de jóvenes entusiastas para realizar la colecta de ejemplares de plantas en todo el país, que incluyó a Ramón Riba, Arturo Gómez-Pompa y Javier Valdez, quienes años después se convirtieron en destacados especialistas de la botánica mexicana. Otros científicos ilustres que participaron en diferentes formas en el proyecto fueron Teófilo Herrera, Eizi Matuda, Otto Nagel, Helia Bravo, Francisco González Medrano, Hermilo Quero, Claudio Delgadillo y Mario Souza.
Desde el principio, su objetivo ha sido mantener una colección de plantas vivas representativa de la diversidad vegetal de México, la cual sirviera de apoyo a la investigación y la educación en Botánica. Desde las colectas iniciales de plantas para el jardín se puso énfasis en plantas raras o endémicas de las zonas tropicales y áridas del país, y en familias botánicas como Agaváceas, Cactáceas y Orquídeas. Esto contribuyó a que en el presente el jardín resguarde en sus colecciones una gran proporción de las especies mexicanas amenazadas y en peligro de extinción.

## Colecciones
Entre las colecciones que alberga, son de destacar dos zonas diferenciadas:
1. El Jardín Botánico Exterior, donde se pueden recorrer las zonas árida y semiárida (desierto), la templada (bosque) y la cálido húmeda (selva).
2. El Invernadero « Faustino Miranda » donde se mantiene un ambiente cálido húmedo con temperatura uniforme, y alta humedad, con una representación de la vegetación típica de las selvas húmedas mexicanas.

Las familias botánicas representadas:
- Colección de Agavaceae, con 175 taxones de los cuales 109 taxa son del género Agave y 22 del género Yucca 22.
- Nolinaceae con 30 taxones, de los que Dasylirion comprende a 14 taxones,
- Cactaceae, con una colección de Opuntia,
- Orchidaceae,
- Pinaceae,
- Arecaceae,
- Plantas de interés económico.

## Galería

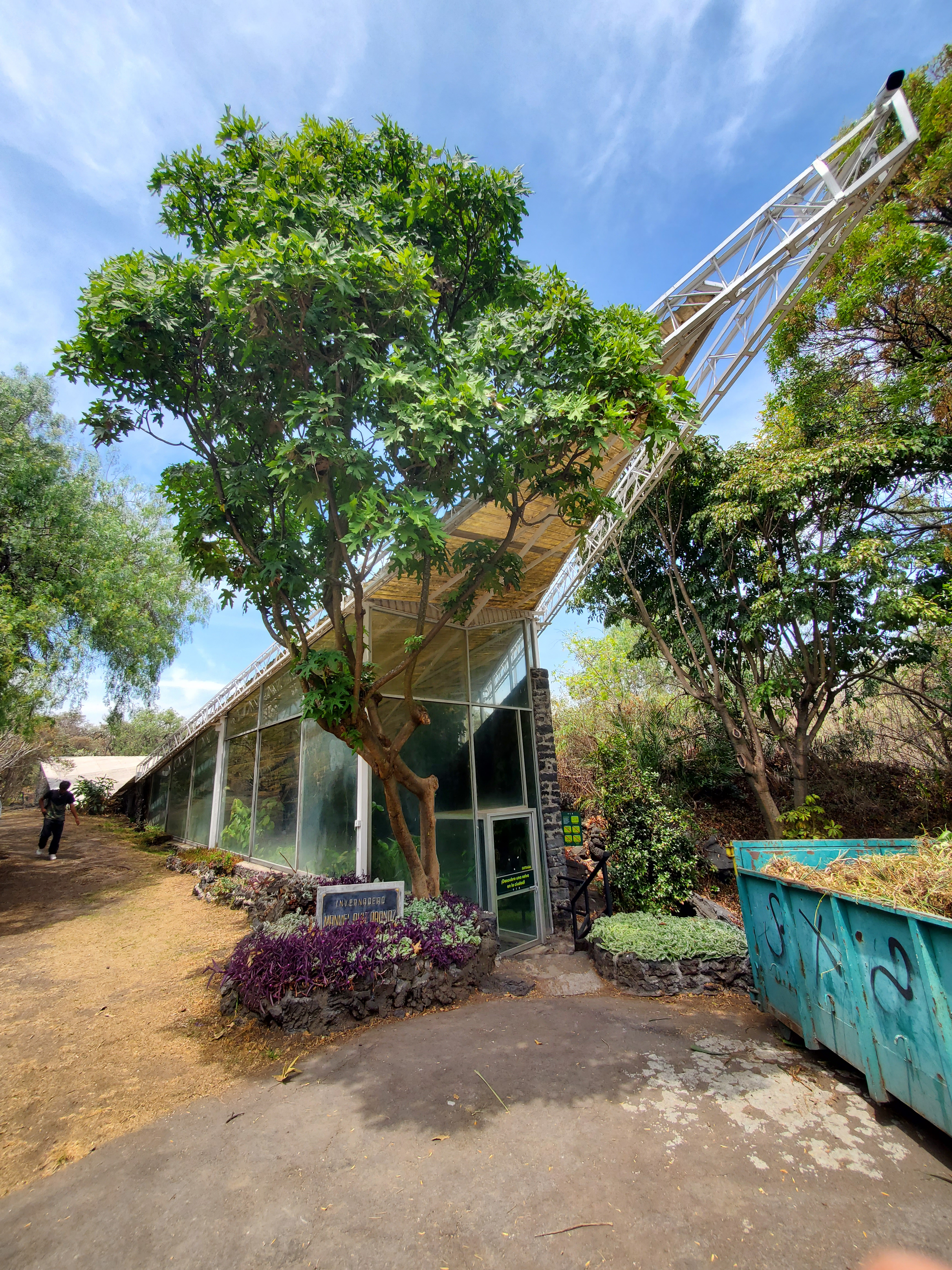
Jardín Botánico UNAM
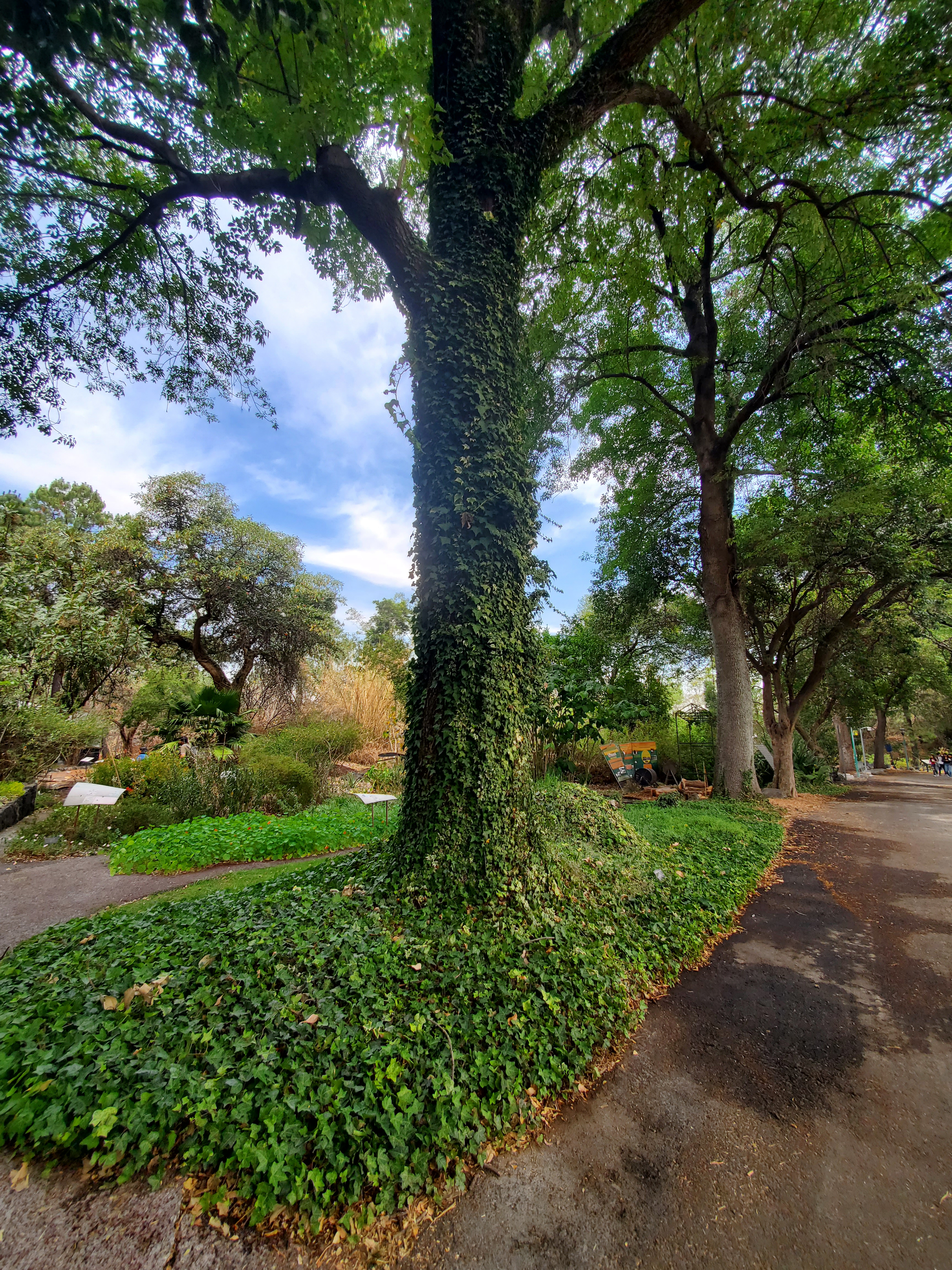
La naturaleza y el tiempo en el Jardín Botánico UNAM
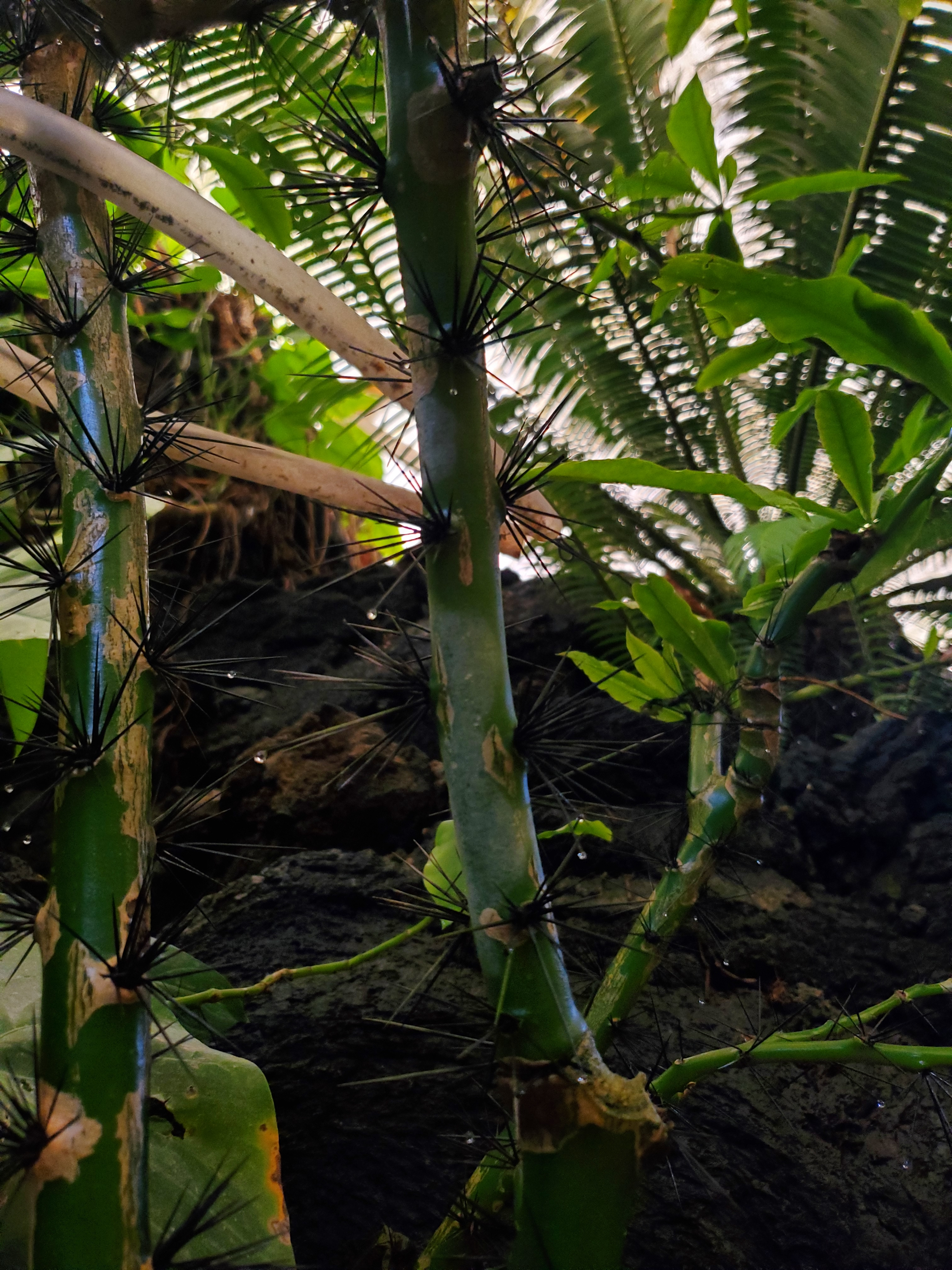
Jardín Botánico UNAM
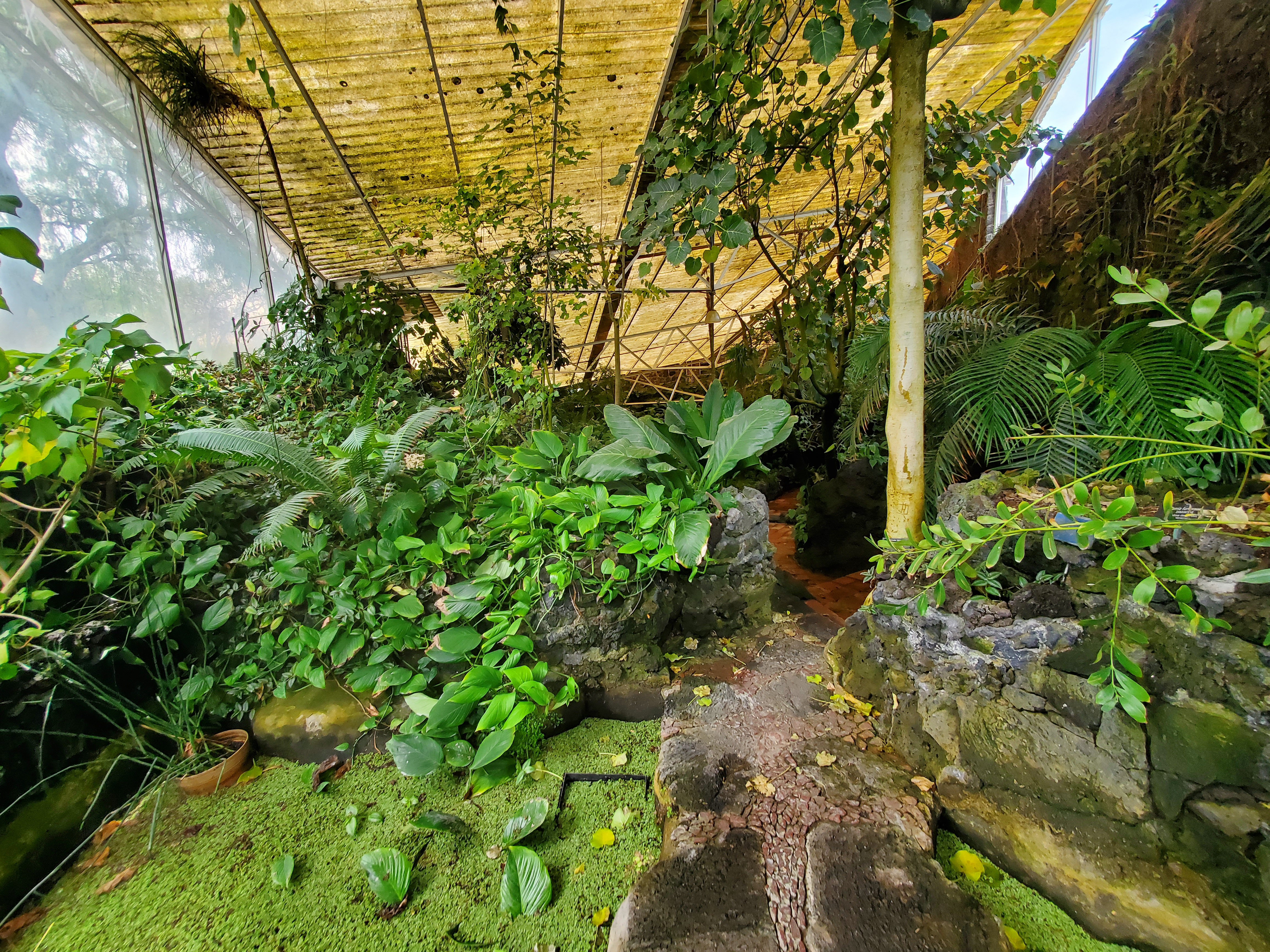
Dentro del invernadero "Faustino Miranda" en el Jardín Botánico UNAM
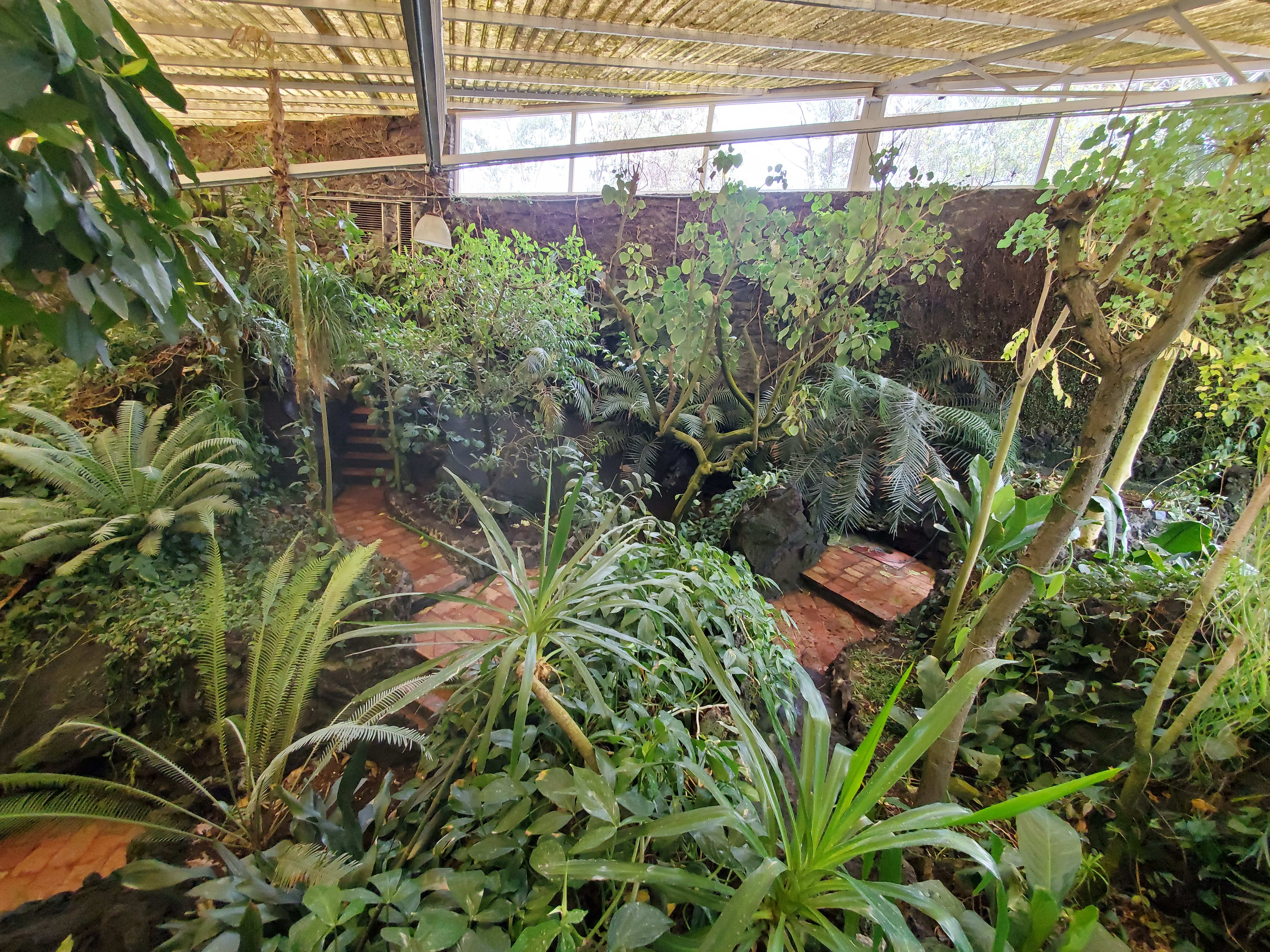
Jardín Botánico UNAM.